# Adolf Freisler
Adolf Freisler (* 3. prosince 1941 – 3. července 2012) byl český a československý politik a bezpartijní poslanec Sněmovny lidu Federálního shromáždění za normalizace.

## Biografie
K roku 1986 se profesně uvádí jako důlní zámečník. Ve volbách roku 1986 zasedl do Sněmovny lidu (volební obvod č. 110 – Ostrava I, Severomoravský kraj). Ve Federálním shromáždění setrval do konce funkčního období, tedy do svobodných voleb roku 1990. Netýkal se ho proces kooptací do Federálního shromáždění po sametové revoluci.